# Любомир Попович
Любомир (Люба) Попович (серб. Ljubomir Popović, Љубомир Поповић; *14 жовтня 1934, Тузла — †12 серпня 2016, Белград) — французький художник-сюрреаліст сербського походження. Закінчив Академію образотворчих мистецтв у Белґраді. Жив та працював у Парижі. 1991 року його було обрано членом Сербської академії наук та мистецтв.
1977 року польський режисер Валеріан Боровчик зняв короткий документальний фільм L'amour monstre de tous les temps, де йдеться зокрема про Любомира Поповича.